# Undarana gloriosa
Undarana gloriosa är en insektsart som beskrevs av Hoch och Francis Gard Howarth 1989. Undarana gloriosa ingår i släktet Undarana och familjen kilstritar. Inga underarter finns listade i Catalogue of Life.